# Малкольм Гасрі
Ма́лкольм Га́срі (Гатрі) (англ. Malcolm Guthrie; 1903 — 1974) — англійський мовознавець, африканіст, доктор філософських наук, професор (1951), член Британської академії (1968).
Отримав технічну освіту у Лондонському університеті, потім вивчав філософію та теологію. В 1932-1941 роках був місіонером в Бельгійському Конго, де вивчав мови банту.
З 1941 року співробітник Школи східних та африканських досліджень при Лондонському університеті. В 1951-1971 роках керівник відділу африканських мов та культур.
Створив класифікацію мов банту, займався їхнім порівняльним вивчення та реконструкцією протобанту. Теоретично обґрунтував та очолив напрямок в бантуїстиці, який отримав умовну назву «тільки форма».